# Сейдзі Нішіо
Сьодзі Нісіо (яп. 西尾 昭, англ. Shoji Nishio; 5 грудня 1927 — 15 березня 2005) — японський інструктор Айкідо, засновник стилю «Нісіо Будо», учень засновника Айкідо Моріхея Уесіби.

## Біографія
Сенсей Нісіо народився в Японії, в префектурі Аоморі у 1927 році. У підлітковому віці переїхав в Токіо, де почав працювати в типографії при міністерстві фінансів Японії. У 1942 году почав займатися Дзюдо, у 1945 році  вступив в Кодокан. У 1950 році почав займатися Карате (Сіндо Дзінен-рю) у засновника цього стилю Ясухіро Конісі. У 1952 році вступив в Айкікай Хомбу Додзьо і почав займатися Айкідо. З 1955 року почав викладати Айкідо в Хомбу Додзьо. У 1976 році отримав 8-й дан Айкідо (Айкікай). Крім того, мав великі досягнення в інших бойових мистецтвах: Іайдо (8 дан), Дзюдо (6 дан), Карате (5 дан) і Кендо (3 дан).
Навички, набуті у цих напрямках бойових мистецтв, він інтегрував у свій власний стиль Айкідо, в якому техніка може виконуватись як зі зброєю в руках, так і без неї. Його система роботи зі зброєю чимось схожа на стиль Моріхіро Сайто. Сьодзі Нісіо створив нову школу іайдо з елементами Айкідо — Айкі Тохо Іайдо або Нісіо-рю Тохо Іай. В 2003 році Ніхон Будо Кеґікай (Комітет Бойових Мистецтв Японії) нагородив його за особливі здобутки в області Айкідо. Помер від раку в березні 2005 року в 77-річному віці.
Після відходу, учні Сенсея Нісіо сформували на основі його стилю окрему школу, названу на честь сенсея — «Нісіо Будо».

## Нісіо Будо
Концепція Нісіо Будо базується на думці, озвученій у свій час О-сенсеєм: «Не можна чинити опір руху противника і намагатися протидіяти. Навпаки, необхідно об'єднати дихання людини, що атакує і його ритм із своїм для можливості контролю атаки противника». Сьодзі Нісіо не визнавав необхідності вбивства чи нанесення травм противнику, вважаючи більш коректним дати йому зрозуміти помилковість своїх дій. З точки зору технік айкідо, Сьодзі Нісіо наголошував на важливості розуміння Кокю (дихання, ритму) і підкреслював, що саме меч є прекрасним помічником у цьому. Також він казав, що не можна забувати про те, що всі техніки повинні розглядатися з позиції атемі (ударів). В кожній техніці потрібно використовувати різні атемі в різних варіантах, так як це дає розуміння реалізації (справжнього застосування) техніки в будь-який момент і узгоджування рухів частин тіла. «Атемі дозволяє тимчасово позбавляти противника боєздатності. І у випадку усвідомлення противником своєї програшної позиції, ви можете його відпустити».